# Gsessel
Gsessel (mundartlich: Gseəsl) ist ein Gemeindeteil der Marktgemeinde Oberstdorf im bayerisch-schwäbischen Landkreis Oberallgäu.

## Geographie
Der Weiler liegt circa vier Kilometer westlich des Hauptorts Oberstdorf am Engenkopf. Nördlich von Gsessel fließt die Starzlach. Westlich der Siedlung befindet sich das Naturschutzgebiet Hoher Ifen.

## Ortsname
Der Ortsname stammt vom mittelhochdeutschen Wort gesǟʒe für Wohnsitz und bedeutet (Siedlung im/am) kleinen Wohnsitz. Der Ortsname könnte auch vom Wort Gesäß für Alpweide mit Hütte und Stall stammen.

## Geschichte
Gsessel wurde erstmals urkundlich im Jahr 1526 als Flurname auf Xesel genannt. Im 18. Jahrhundert kam die Besiedelung auf, dabei wird die Alpe Auf dem Sessel genannt.